# La Vie en mauve
Pour les articles homonymes, voir All Night Long.
Pour plus de détails, voir Fiche technique et Distribution.
La Vie en mauve (All Night Long) est un film américain réalisé par Jean-Claude Tramont, sorti en 1981.

## Synopsis
George Dupler est un directeur de supermarché qui a eu quelques problèmes professionnels. Sa vie familiale est perturbée par Cheryl Gibbons, qui est l'épouse de son cousin, la maitresse de son fils 'Freddie' et bientôt la sienne.

## Fiche technique
- Titre français : La Vie en mauve
- Titre original : All Night Long
- Réalisation : Jean-Claude Tramont
- Scénario : W. D. Richter
- Musique : Richard Hazard et Ira Newborn
- Photographie : Philip H. Lathrop
- Montage : Marion Rothman
- Production : Leonard Goldberg & Jerry Weintraub
- Société de production et de distribution : Universal Pictures
- Pays :  États-Unis
- Langue : Anglais
- Format : Couleur - Stéréo - 35 mm
- Genre : Comédie romantique
- Durée : 88 min
- Date de sortie :
  - États-Unis : 6 mars 1981
  - France : 16 septembre 1981

## Distribution
- Gene Hackman (VF : Claude Joseph) : George Dupler
- Barbra Streisand (VF : Michèle Bardollet) : Cheryl Gibbons
- Dennis Quaid (VF : Vincent Violette) : Frederick 'Freddie' Dupler
- Diane Ladd (VF : Anne Kerylen) : Helen Dupler
- Kevin Dobson (VF : José Luccioni) : Bobby Gibbons
- William Daniels : Richard H. Copleston
- Charles Siebert (VF : Patrick Poivey) : John Nevins
- Vernee Watson (VF : Maïk Darah) : Emily
- Chris Mulkey (VF : Georges Caudron) : Russell Monk
- Annie Girardot : La professeure de français (Professeure de diction dans la version française)
- James Ingersoll (VF : Vincent Violette) : Bob Hutchinson
- Steven Peterman : Leon
- Terry Kiser (VF : Michel Bardinet) : Le responsable du drugstore
- Len Lawson (VF : Roger Lumont) : Barney
- Tandy Cronyn (VF : Sylvie Moreau) : Elizabeth
- Richard Stahl : Le pharmacien du drugstore
- Paul Valentine  : Un client

## Distinctions
Sauf indication contraire, les informations mentionnées dans cette section peuvent être confirmées par la base de données cinématographiques IMDb,  présente dans la section « Liens externes ».

### Récompense
- NSFC Award
  - Seconde place du meilleur acteur pour Gene Hackman

### Nomination
- Razzie Award
  - Pire actrice pour Barbra Streisand